# Войцеховский, Оливер
О́ливер Войцехо́вский (пол. Oliwier Wojciechowski; 5 апреля 2005, Польша) — польский футболист, полузащитник клуба «Ягеллония».

## Клубная карьера
Футболом начал заниматься в академии «Руха» из Высоке-Мазовецке, после перешёл в академию «Ягеллонии». За первую команду дебютировал 1 августа 2021 года в домашней игре с «Ракувом», заменив на 99-й добавленной минуте Мартина Поспишила. На поле вышел в возрасте 16 лет 3 месяцев и 27 дней, став самым молодым дебютантом команды в том сезоне. Впервые в стартовом составе вышел 4 марта 2022 года в гостевом матче с мелецкой «Сталью», уйдя на замену Михалу Налепе на 86-й минуте. Первым результативным действием отметился 6 августа в домашней игре с «Радомяком», отдав голевую передачу на Марка Гуала.

## Карьера в сборной
Выступал за молодёжные сборные Польши разных возрастов. За сборную до 17 лет дебютировал 6 августа 2021 года в гостевом товарищеском матче со сборной Германии, выйдя в стартовом составе и на 31-й минуте уступив место на поле Якубу Станишевскому. 21 марта 2022 года был впервые вызван в сборную до 18 лет. Дебютировал 21 сентября в домашнем товарищеском матче со сборной Шотландии, выйдя в стартовом составе и уступив на 65-й минуте место на поле Матеушу Ковальскому.

## Статистика
| Клуб             | Сезон            | Лига | Лига | Кубки | Кубки | Итого | Итого |
| Клуб             | Сезон            | Игры | Голы | Игры  | Голы  | Игры  | Голы  |
| ---------------- | ---------------- | ---- | ---- | ----- | ----- | ----- | ----- |
| Ягеллония        | 2021/22          | 6    | 0    | 0     | 0     | 6     | 0     |
| Ягеллония        | 2022/23          | 7    | 0    | 2     | 0     | 9     | 0     |
| Ягеллония        | Итого            | 13   | 2    | 0     | 0     | 15    | 0     |
| Всего за карьеру | Всего за карьеру | 13   | 0    | 2     | 0     | 15    | 0     |